# NGC 3481
NGC 3481 este o galaxie spirală situată în constelația Cupa. A fost descoperită în 1886 de către Ormond Stone⁠(d).